# The Onyx Hotel Tour
The Onyx Hotel Tour je páté koncertní turné americké zpěvačky Britney Spears. Proběhlo na podporu jejího čtvrtého studiového alba In the Zone. Začalo 2. března 2004 a předběžně muselo skončit 6. června 2004, kvůli poranění kolena Britney při natáčení videoklipu k Outrageous. Muselo být zrušeno 37 vystoupení v Severní Americe. Turné probíhalo v Severní Americe a poté v Evropě.

## DVD záznam
Americká televize Showtime natočila záznam koncertu v Miami 28. března 2004. Vysílal se v televizi pod názvem Britney Spears Live From Miami. Na DVD vydán nebyl a tak fanoušci podali petici, aby záznam vyšel oficiálně a podařilo se jim to až v roce 2013, kdy opravdu na DVD vydán byl.

## Seznam písní
1. "Toxic"
2. "Overprotected"
3. "Boys"
4. "Showdown"
5. "...Baby One More Time"
6. "Oops!... I Did It Again"
7. "(You Drive Me) Crazy"
8. "Everytime"
9. "The Hook Up"
10. "I'm a Slave 4 U"
11. "Shadow"
12. "Touch of My Hand"
13. "Breathe on Me"
14. "Outrageous"
15. "(I Got That) Boom Boom"
16. "Me Against the Music"

## Seznam vystoupení
| Severní Amerika |                       |                        |                            |
| 2. března 2004  | San Diego             | Spojené státy americké | San Diego Sports Arena     |
| 3. března 2004  | Glendale              | Spojené státy americké | Glendale Arena             |
| 5. března 2004  | Fresno                | Spojené státy americké | Savemart Arena             |
| 6. března 2004  | Las Vegas             | Spojené státy americké | MGM Grand                  |
| 8. března 2004  | Los Angeles           | Spojené státy americké | Staples Center             |
| 9. března 2004  | Oakland               | Spojené státy americké | Oakland Arena              |
| 11. března 2004 | Portland              | Spojené státy americké | Rose Garden Arena          |
| 12. března 2004 | Seattle               | Spojené státy americké | Key Arena                  |
| 15. března 2004 | Denver                | Spojené státy americké | Quest Center               |
| 17. března 2004 | Omaha                 | Spojené státy americké | Qwest Center Omaha         |
| 18. března 2004 | Moline                | Spojené státy americké | Mark of the Quad           |
| 23. března 2004 | Atlanta               | Spojené státy americké | Philips Arena              |
| 24. března 2004 | Columbia              | Spojené státy americké | Colonial Center            |
| 25. března 2004 | Jacksonville          | Spojené státy americké | Jacksonville Arena         |
| 28. března 2004 | Miami                 | Spojené státy americké | American Airlines Arena    |
| 29. března 2004 | Orlando               | Spojené státy americké | TD Waterhouse Centre       |
| 31. března 2004 | Philadelphia          | Spojené státy americké | Wachovia Center            |
| 3. dubna 2004   | Toronto               | Kanada                 | Air Canada Centre          |
| 4. dubna 2004   | Montreal              | Kanada                 | Bell Centre                |
| 6. dubna 2004   | Manchester            | Spojené státy americké | Verizon Wireless Arena     |
| 8. dubna 2004   | Providence            | Spojené státy americké | Dunkin' Donuts Center      |
| 9. dubna 2004   | Trenton               | Spojené státy americké | Sovereign Bank Arena       |
| 10. dubna 2004  | East Rutherford       | Spojené státy americké | Continental Airlines Arena |
| 13. dubna 2004  | Rosemont              | Spojené státy americké | Allstate Arena             |
| 14. dubna 2004  | Auburn Hills          | Spojené státy americké | The Palace of Auburn Hills |
| Evropa          |                       |                        |                            |
| 26. dubna 2004  | Londýn                | Anglie                 | Wembley Arena              |
| 27. dubna 2004  | Londýn                | Anglie                 | Wembley Arena              |
| 29. dubna 2004  | Glasgow               | Skotsko                | SECC                       |
| 30. dubna 2004  | Glasgow               | Skotsko                | SECC                       |
| 1. května 2004  | Manchester            | Anglie                 | M.E.N. Arena               |
| 3. května 2004  | Londýn                | Anglie                 | Wembley Arena              |
| 4. května 2004  | Londýn                | Anglie                 | Wembley Arena              |
| 5. května 2004  | Birmingham            | Anglie                 | NIA                        |
| 7. května 2004  | Rotterdam             | Nizozemsko             | Ahoy Stadium               |
| 9. května 2004  | Copenhagen            | Dánsko                 | The Forum                  |
| 10. května 2004 | Oslo                  | Norsko                 | Spectrum                   |
| 11. května 2004 | Stockholm             | Švédsko                | Globe Arena                |
| 14. května 2004 | Frankfurt nad Mohanem | Německo                | Festhalle                  |
| 15. května 2004 | Hamburg               | Německo                | Colorline Arena            |
| 16. května 2004 | Berlín                | Německo                | Arena – Berlin             |
| 18. května 2004 | Lyon                  | Francie                | Halle Tony Garnier         |
| 19. května 2004 | Milano                | Itálie                 | Fila Forum                 |
| 20. května 2004 | Zurich                | Švýcarsko              | Hallenstadion              |
| 22. května 2004 | Vídeň                 | Rakousko               | Danube Island              |
| 23. května 2004 | Budapest              | Maďarsko               | Budapest Arena             |
| 25. května 2004 | Mnichov               | Německo                | Olympiahalle               |
| 28. května 2004 | Oberhausen            | Německo                | Köpi Arena                 |
| 29. května 2004 | Gent                  | Belgie                 | Flanders Expo              |
| 30. května 2004 | Paříž                 | Francie                | Pavillon Bercy             |
| 1. června 2004  | Belfast               | Severní Irsko          | Odyssey Arena              |
| 2. června 2004  | Dublin                | Irsko                  | Point Arena                |
| 3. června 2004  | Dublin                | Irsko                  | Point Arena                |
| 5. června 2004  | Lisabon               | Portugalsko            | Rock in Rio                |
| 6. června 2004  | Dublin                | Irsko                  | RDS Showgrounds            |

## Vystoupení zrušená kvůli zranění
| Datum             | Město          | Stát                   | Místo vystoupení              |
| ----------------- | -------------- | ---------------------- | ----------------------------- |
| 22. června 2004   | Hartford       | Spojené státy americké | Meadows Music                 |
| 23. června 2004   | Boston         | Spojené státy americké | Tweeter Center                |
| 25. června 2004   | Scranton       | Spojené státy americké | Montage Mountain              |
| 26. června 2004   | Buffalo        | Spojené státy americké | Darien Lake                   |
| 27. června 2004   | Toronto        | Kanada                 | Molson Amphitheatre           |
| 29. června 2004   | Cleveland      | Spojené státy americké | Gund Arena                    |
| 30. června 2004   | Indianapolis   | Spojené státy americké | Verizon Wireless Amphitheater |
| 1. července 2004  | Milwaukee      | Spojené státy americké | Marcus Amphitheater           |
| 3. července 2004  | Columbus       | Spojené státy americké | Germain Amphitheater          |
| 4. července 2004  | Hershey        | Spojené státy americké | Hershey Park Stadium          |
| 8. července 2004  | Wantagh        | Spojené státy americké | Jones Beach                   |
| 9. července 2004  | Wantagh        | Spojené státy americké | Jones Beach                   |
| 10. července 2004 | Bristow        | Spojené státy americké | Nissan Pavilion               |
| 12. července 2004 | Philadelphia   | Spojené státy americké | Tweeter Center                |
| 13. července 2004 | Holmdel        | Spojené státy americké | Post-Gazette Pavilion         |
| 14. července 2004 | Pittsburgh     | Spojené státy americké | Post-Gazette Pavilion         |
| 16. července 2004 | Minneapolis    | Spojené státy americké | Target Center                 |
| 17. července 2004 | Chicago        | Spojené státy americké | Tweeter Center                |
| 19. července 2004 | St. Louis      | Spojené státy americké | MB Bank Pavilion              |
| 20. července 2004 | Nashville      | Spojené státy americké | Starwood Amphitheatre         |
| 21. července 2004 | Atlanta        | Spojené státy americké | Hi Fi Buys Amphitheatre       |
| 23. července 2004 | Atlantic City  | Spojené státy americké | Borgata Hotel Casino          |
| 24. července 2004 | Virginia Beach | Spojené státy americké | Virginia Beach Amphitheater   |
| 25. července 2004 | Greensboro     | Spojené státy americké | Greensboro Coliseum           |
| 28. července 2004 | Tampa          | Spojené státy americké | Tampa Bay Amphitheatre        |
| 30. července 2004 | New Orleans    | Spojené státy americké | New Orleans Arena             |
| 31. července 2004 | Houston        | Spojené státy americké | Cynthia Woods Mitchell        |
| 2. srpna 2004     | Dallas         | Spojené státy americké | Smirnoff Music Center         |
| 3. srpna 2004     | San Antonio    | Spojené státy americké | Verizon Wireless Amphitheater |
| 5. srpna 2004     | Albuquerque    | Spojené státy americké | Journal Pavilion              |
| 7. srpna 2004     | Irvine         | Spojené státy americké | Verizon Wireless Amphitheatre |
| 8. srpna 2004     | Concord        | Spojené státy americké | Chronicle Pavilion            |
| 10. srpna 2004    | Sacramento     | Spojené státy americké | Sleep Train Amphitheatre      |
| 11. srpna 2004    | San Francisco  | Spojené státy americké | Shoreline Amphitheatre        |
| 13. srpna 2004    | Chula          | Spojené státy americké | Coors Amphitheatre            |
| 14. srpna 2004    | Las Vegas      | Spojené státy americké | MGM Grand                     |
| 15. srpna 2004    | Bakersfield    | Spojené státy americké | Centennial Garden             |